# Anchers Hus
Anchers Hus er kunstnerparret Anna og Michael Anchers hjem på Markvej i Skagen. De købte huset den 18. februar 1884 året efter datteren Helgas fødsel: huset menes at være opført i 1829 med fire fag. 
Familien boede i næsten 30 år i den lave længe, der ligger ud mod vejen. I 1911-13 blev det udvidet med en atelierbygning mod nord tegnet af arkitekt Ulrik Plesner.
Atelierbygningen ligger parallelt med det oprindelige hus og blev forbundet med det ved en mellembygning med en lang spisestue og trappe op til første sal. Fra spisestuen er tilbygningen forbundet med den ældre, lavere længe ved en gang med ovenlys. Den gamle længe blev restaureret i 1924-25 og består af en række mindre rum, heriblandt det gamle køkken og familiens tre stuer: Sydstuen, Nordstuen og Den vestre stue. Atelierbygningen rummer Michael Anchers atelier, hvorfra der er forbindelse til Anna Anchers mindre atelier med ovenlys. Mod øst er en køkkenafdeling med spisekammer, køkken, bryggers, oplagsrum og badeværelse. På tilbygningens første etage befinder Anna og Michaels soveværelse sig, Helgas opholds- og soveværelse samt et tjenestepigeværelse.
Efter Michael Anchers død i 1927 og Anna Anchers i 1935, overtog Helga Ancher huset. Det stod siden stort set ubeboet til hendes død i 1964. Efter hendes ønske er Anchers Hus bevaret som kunstnerhjem med det originale interiør og en større samling kunstværker af familien selv og andre af tidens kunstnere. Hjemmet har været åbent for offentligheden som museum siden 1967 og fusionerede i 2014 med Skagens Museum og Drachmanns Hus til Skagens Kunstmuseer. Huset skiftede ved den lejlighed officielt navn fra "Michael og Anna Anchers Hus - og Saxilds Gaard" til "Anchers Hus".

## Udstillinger i Saxilds Gaard
- 2016. Sort/Hvid - familien Anchers fotoalbum
- 2015. Solskin. Anna Ancher og lyset
- 2014. Skatte fra magasinet. Michael og Anna Ancher samt P.S. Krøyer
- 2013. Much Light, Strong Shadow. Billedkunstneren Janne Malmros
- 2013. Kunst og fiskeri - Skagen og Kerteminde (samarbejde med Johannes Larsen Museet)
- 2012. Krøyer i Anchers Hus
- 2011. Ungpigebilleder af Anna, Helga og Michael Ancher
- 2010. Interiør. Olieskitser af Anna, Michael og Helga Ancher
- 2009. Endnu mere Anna
- 2009. Anna Anchers pasteller. I anledning 150-året for Anna Ancher
- 2008. To store gaver. Karikerede farvetegninger af P.S. Krøyer samt arbejder af Anna Ancher m.m.
- 2006. Familien Anchers Skagen – fotografier og skitser
- 2004. Øjebliksbilleder (samarbejde med Gl. Holtegaard og Maison du Danemark). Skitser fra Ancher-familiens gemmer.
- 2004. Skagen og Kerteminde - to kunstnerkolonier (samarbejde med Johannes Larsen Museet og Sophienholm).
- 2003. Skatte fra museets samlinger
- 2002. Skitser af Marie Krøyer og Anna Ancher
- 1999. Skagensmaleren Michael Ancher 1849-1999 (samarbejde med Skagens Museum). I anledning af 150-året for Michael Ancher
- 1998. Ukendte tegninger. Skitser af Anna, Michael og Helga Ancher m.fl.
- 1995. Anna Ancher 1859-1935 (samarbejde med Niedersächsisches Landesmuseum Hannover og Skagens Museum)